# Hubneria estigmensis
Hubneria estigmensis är en tvåvingeart som först beskrevs av Sellers 1943.  Hubneria estigmensis ingår i släktet Hubneria och familjen parasitflugor. Inga underarter finns listade i Catalogue of Life.